# Vytautas Butkus
Vytautas Butkus (20 de diciembre de 1949) es un deportista soviético que compitió en remo.
Participó en los Juegos Olímpicos de Montreal 1976, obteniendo una medalla de plata en la prueba de cuatro scull. Ganó una medalla de bronce en el Campeonato Mundial de Remo de 1975 y una medalla de plata en el Campeonato Europeo de Remo de 1973.

## Palmarés internacional
| Juegos Olímpicos   | Juegos Olímpicos         | Juegos Olímpicos  | Juegos Olímpicos |
| Año                | Lugar                    | Medalla           | Prueba           |
| ------------------ | ------------------------ | ----------------- | ---------------- |
| 1976               | Montreal (Canadá)        | Medalla de plata  | Cuatro scull     |
| Campeonato Mundial |                          |                   |                  |
| Año                | Lugar                    | Medalla           | Prueba           |
| 1975               | Nottingham (Reino Unido) | Medalla de bronce | Cuatro scull     |
| Campeonato Europeo |                          |                   |                  |
| Año                | Lugar                    | Medalla           | Prueba           |
| 1973               | Moscú (URSS)             | Medalla de plata  | Scull individual |